# Canton de Chénérailles
Le canton de Chénérailles est une ancienne division administrative française située dans le département de la Creuse et la région Limousin.

## Géographie
Ce canton est organisé autour de Chénérailles dans l'arrondissement d'Aubusson. Son altitude varie de 366 m (Lavaveix-les-Mines) à 616 m (Puy-Malsignat) pour une altitude moyenne de 486 m.

## Représentation

### Conseillers généraux de 1833 à 2015
| Période | Période           | Identité                             | Étiquette    | Qualité |
| ------- | ----------------- | ------------------------------------ | ------------ | --- |
| 1833    | 1842              | Louis Joachim Béraud (1801-?)        |              | Notaire Maire de Chénérailles (1832-1837) |
| 1842    | 1861              | Télémaque Faure de Fournoux          |              | Juge de paix à Chénérailles |
| 1861    | 1887 (décès)      | Alfred Gardavaux                     |              | Propriétaire et Maire de Saint-Chabrais |
| 1888    | 1895              | Paul Lachambre                       |              | Médecin, maire de Chénérailles (1878-1888) |
| 1895    | 1901              | Louis-Henri de Chaussecourte         | Républicain  | Propriétaire à Saint-Chabrais, ancien conseiller d'arrondissement |
| 1901    | 1914 (annulation) | Léonce Marlaud                       | PRRS         | Cafetier - Maire de Chénérailles (1904-1919), conseiller d'arrondissement Député (1912-1914)                                                                         |
| 1914    | 1940              | Henri Alhéritière                    | PRRS         | Magistrat Sénateur (1938-1940) Maire de Peyrat-la-Nonière Nommé membre de la Commission administrative départementale en 1941 Nommé conseiller départemental en 1942 |
|         |                   |                                      |              | |
| 1945    | 1970              | Alcide Sarre (1904-1986)             | SFIO         | Receveur de l'enregistrement Maire de Chénérailles (1947-1970) |
| 1970    | 1994              | Pierre Lavédrine                     | UDR puis RPR | Maire de Saint-Dizier-la-Tour (1959-1983) Maire de Chénérailles (1983-1989)                                                                                          |
| 1994    | 2010 (démission)  | Baron Guy de Lamberterie (1923-2010) | UDF puis UMP | Agriculteur Maire de Peyrat-la-Nonière Suppléant du député Jean Auclair (1993-2002)                                                                                  |
| 2010    | 2015              | Patrice Morançais                    | DVD puis UMP | Fonctionnaire Maire de Saint-Chabrais Élu en 2015 dans le canton de Gouzon                                                                                           |

### Conseillers d'arrondissement (de 1833 à 1940)
| Période                                  | Période | Identité                                       | Étiquette   | Qualité |
| ---------------------------------------- | ------- | ---------------------------------------------- | ----------- | --- |
| 1833                                     | 1848    | Fabien Aufrère de La Barre (Aufrère-Delabarre) |             | Propriétaire, maire de Saint-Pardoux-les-Cards                                                              |
|                                          |         |                                                |             | |
|                                          | 1889    | Louis-Henri de Chaussecourte (1834-1911)       | Républicain | Propriétaire à Saint-Chabrais                                                                               |
| 1889                                     |         | M. Pageix                                      | Républicain | |
|                                          |         |                                                |             | |
| 1898                                     | 1901    | Léonce Marlaud                                 | Radical     | Propriétaire et cafetier, conseiller municipal de Chénérailles                                              |
|                                          |         |                                                |             | |
| 1919                                     | 1934    | Cyprien Tartary                                | Radical     | Maire de Saint-Médard                                                                                       |
| 1934                                     | 1940    | M. Aubert                                      | Radical     | |
| 1940                                     |         |                                                |             | Les conseils d'arrondissement ont été suspendus par la loi du 12 octobre 1940 et n'ont jamais été réactivés |
| Les données manquantes sont à compléter. |         |                                                |             | |

## Composition
Le canton de Chénérailles groupe 11 communes et compte 4 141 habitants (recensement de 2007 population municipale).
| Communes                  | Population (2012) | Code postal | Code Insee |
| ------------------------- | ----------------- | ----------- | ---------- |
| Le Chauchet               | 105               | 23130       | 23058      |
| Chénérailles              | 737               | 23130       | 23061      |
| Issoudun-Létrieix         | 298               | 23130       | 23097      |
| Lavaveix-les-Mines        | 813               | 23150       | 23105      |
| Peyrat-la-Nonière         | 463               | 23130       | 23151      |
| Puy-Malsignat             | 168               | 23130       | 23159      |
| La Serre-Bussière-Vieille | 125               | 23190       | 23172      |
| Saint-Chabrais            | 329               | 23130       | 23185      |
| Saint-Dizier-la-Tour      | 233               | 23130       | 23187      |
| Saint-Médard-la-Rochette  | 576               | 23200       | 23220      |
| Saint-Pardoux-les-Cards   | 294               | 23150       | 23229      |

## Démographie
| 1962  | 1968  | 1975  | 1982  | 1990  | 1999  | 2006  | 2011  | 2012  |
| ----- | ----- | ----- | ----- | ----- | ----- | ----- | ----- | ----- |
| 6 344 | 6 059 | 5 349 | 4 883 | 4 557 | 4 250 | 4 169 | 4 085 | 4 046 |